# Adam Mariański
Adam Marek Mariański (ur. 22 listopada 1972 w Zgierzu) – polski prawnik, doktor habilitowany nauk prawnych, profesor nadzwyczajny Uczelni Łazarskiego, wykładowca akademicki, doradca podatkowy; Dyrektor Centrum Myśli Podatkowej UŁa. Członek Kolegium Najwyższej Izby Kontroli. Członek Rady Nadzorczej Polskiego Funduszu Rozwoju. Przewodniczący Krajowej Rady Doradców Podatkowych V kadencji.

## Kariera naukowa
Absolwent I Liceum Ogólnokształcącego w Zgierzu (1991 r.), finalista ogólnopolskiej Olimpiady Wiedzy o Polsce i Świecie Współczesnym. W 1995 roku ukończył (rok przed terminem) studia prawnicze na Uniwersytecie Łódzkim, gdzie w 2000 r. uzyskał stopień doktora nauk prawnych w zakresie prawa finansowego, w oparciu o pracę „Prawa i obowiązki następców prawnych na gruncie polskiego prawa podatkowego”. W 2010 r. uzyskał stopień doktora habilitowanego, w oparciu o pracę „Rozstrzyganie wątpliwości na korzyść podatnika. Zasada prawa podatkowego”. W październiku 2012 r. został powołany na stanowiska profesora nadzwyczajnego w Europejskiej Wyższej Szkole Prawa i Administracji, a w październiku 2013 r. na to samo stanowisko na Wydziale Prawa i Administracji Uniwersytetu Łódzkiego. W latach 2011–2022 r. współpracował z Centrum Dokumentacji i Studiów Podatkowych. W 2022 roku został powołany na stanowisko profesora nadzwyczajnego na Uczelni Łazarskiego, w tym samym czasie został dyrektorem Centrum Myśli Podatkowej UŁa. Jest członkiem Europejskiego Stowarzyszenia Profesorów Prawa Podatkowego, od 2017 członkiem Komitetu Naukowego tego Stowarzyszenia. Jest także członkiem rady nadzorczej polskiego oddziału IFA (International Fiscal Association). W latach 2018–2022 pełnił funkcję Przewodniczącego Krajowej Rady Doradców Podatkowych. W toku kariery naukowej wypromował wielu magistrów i doktorów. Jest autorem opinii dla Biura Analiz Sejmowych, a także autorem, bądź współautorem ponad 200 publikacji, w tym ponad 150 artykułów oraz 7 monografii. Uznany za najlepszego doradcę podatkowego w Polsce w zakresie podatku dochodowego w 13., 14. i 17. edycji rankingu „Rzeczpospolitej”.

## Działalność zawodowa, polityczna i społeczna
W latach 1994–1998 (II kadencja) był radnym miasta Zgierza, gdzie odpowiadał za reprezentowanie interesów miasta w Związku Miast Polskich, a także w Sejmiku Samorządowym Województwa Łódzkiego. W latach 1996–2001 odbył aplikację adwokacką w Izbie Adwokackiej w Łodzi. W 2001 uzyskał uprawnienia adwokata, rozpoczynając praktykę w zawodzie w kancelarii Brzezińska-Narolski-Mariański w Łodzi. Od 2010 roku jest doradcą podatkowym. W maju 2013 został partnerem zarządzającym w Kancelarii Prawno-Podatkowej Mariański Group. Zawodowo zajmuje się przede wszystkim zagadnieniami prawa finansowego, zarówno w zakresie doradztwa podatkowego, jak i postępowań administracyjnych. Specjalizuje się w podatku dochodowym od osób prawnych, odpowiedzialności osób trzecich, sukcesji podatkowej, kontrolach i postępowaniu podatkowym oraz w ochronie praw jednostki w prawie podatkowym i planowaniu podatkowym. Zaangażowany w liczne przedsięwzięcia, także o charakterze pozabiznesowym – m.in. pełni funkcję Prezesa Polskiego Instytutu Analiz Prawno-Ekonomicznych, jest ekspertem Business Centre Club ds. sukcesji biznesu i restrukturyzacji, a także ekspertem Alliance Business Connect.

## Pomysłodawca i główny inwestor Fabryki Przedsiębiorczości
Fabryka Przedsiębiorczości – innowacyjny projekt kompleksowego wsparcia biznesu w centralnej Polsce. Planowane rozpoczęcie prac na obszarze dawnej Przędzalni Szewiotu i Fabryki Towarów Trykotowych „Stephan i Werner” w Łodzi przy ul. Wierzbowej 44 – jesień 2017 r. Fabryka Przedsiębiorczości jest trzonem i zaczątkiem dla szerszej inicjatywy w postaci Kwartału Biznesu.

## Życie prywatne
Żonaty, ojciec trójki dzieci (syn oraz dwie córki).

## Wybrane publikacje
- (Nie)sprawiedliwy polski podatek dochodowy od osób fizycznych, Warszawa 2021
- Budując dla pokoleń, Warszawa 2021
- Sukcesja biznesu, czyli jak zadbać o bezpieczeństwo przedsiębiorstwa i rodziny, Gdańsk 2016
- Podatek dochodowy od osób prawnych. Komentarz, współautor, Warszawa 2016
- Dochody nieujawnione, współautor, Warszawa 2016
- Opodatkowanie działalności gospodarczej w Polsce, Warszawa 2016
- Ustawa o doradztwie podatkowym. Komentarz, Warszawa 2015
- Komentarz do ustawy o podatku dochodowym od osób prawnych, Gdańsk 2015
- Komentarz do ustawy o podatku dochodowym od osób fizycznych, współautor Gdańsk 2015